# 18923 Дженіферсасс
18923 Дженіферсасс (18923 Jennifersass) — астероїд головного поясу, відкритий 2 серпня 2000 року.
Тіссеранів параметр щодо Юпітера — 3,561.